# 45-та окрема десантно-штурмова бригада (Україна)
45-та окрема десантно-штурмова бригада (45 ОДШБр) — військове з'єднання у складі Десантно-штурмових військ Збройних сил України, що існувало у 1993—2003 і 2016—2020 роках.

## Історія
1993 року на базі 299-го гвардійського парашутно-десантного полку 98-ї повітрянодесантної дивізії Радянської армії було створено 45-ту аеромобільну бригаду. Бригада входила до складу 1-ї аеромобільної дивізії, що базувалася в Болграді. У 2003 році 1-шу аеромобільну дивізію було розформовано, а 45-ту аеромобільну бригаду переформовано в 16-ту окрему механізовану бригаду (в/ч А1533), її розформували вже у 2006 році.

### Відтворення
19 жовтня 2016 року була сформована 45 окрема десантно-штурмова бригада. Пункт постійної дислокації бригади — місто Болград. Її створили на базі 88 окремого аеромобільного батальйону 79 окремої аеромобільної бригади. До апарату керівництва і офіцерського складу увійшли досвідчені військовослужбовці з інших десантних бригад, на базі яких також було підготовано велику частину змішаних підрозділів новоствореної 45-ї бригади. На момент створення увесь особовий склад бригади були професіонали, що несуть службу на контрактній основі.
З листопада 2016 року підрозділи бригади залучалися до участі боях на сході України.[джерело?]
В червні 2017 року було прийняте рішення про відновлення Арцизького аеродрому.[опосередковано]
Бригада була переведена у стан кадрованого в 2020 році у зв'язку з демобілізацією більшої частини особового складу.[неавторитетне джерело]

## Командування
- (2005) полковник Бокій Віктор Григорович[10]

## Оснащення
Матеріально-технічну базу бригади становлять виключно нові зразки техніки та озброєння, зокрема БТР-3ДА, АСУВ (автоматичні системи управління військами), нові системи управління вогнем артилерійських підрозділів тощо.

## Традиції

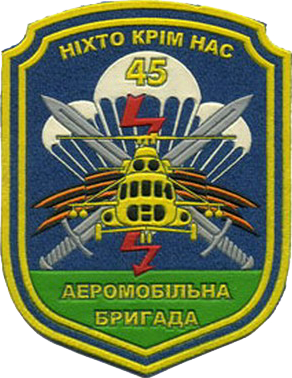
Нарукавний знак 45 АеМБр (перша формація).
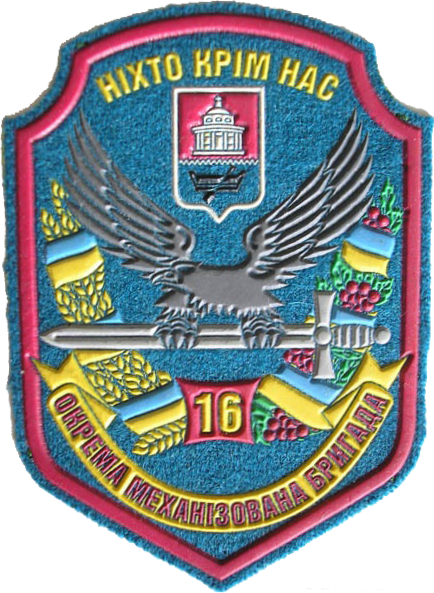
Нарукавний знак 16 ОМБр

### Відео
- крізь вогонь до перемоги 45 ОДШБр / сквозь огонь к победе 45 ОДШБр [Архівовано 3 лютого 2017 у Wayback Machine.]